# Pjos Barbos i neobytjnyj kross
Pjos Barbos i neobytjnyj kross (russisk: Пёс Барбос и необычный кросс, da.: Hunden Barbos og et usædvanligt kryds) er en sovjetisk spillefilm fra 1961 instrueret af Leonid Gajdaj.

## Medvirkende
- Jurij Nikulin
- Georgij Vitsin
- Jevgenij Morgunov
- Georgij Milljar
- Leonid Gaidaj